# Proceso Ziegler
En química orgánica, el proceso Ziegler (también llamado síntesis de Ziegler-Alfol) es un método para producir alcoholes grasos a partir de etileno utilizando un compuesto de organoaluminio. La reacción produce alcoholes primarios lineales con número par de átomos de carbono. El proceso utiliza un compuesto de aluminio para oligomerizar el etileno y permitir que el grupo alquilo finalse oxigene. Los productos de esta reacción son los alcoholes grasos, los cuales derivan de grasas y aceites naturales. Los alcoholes grasos se utilizan en el procesamiento de alimentos y productos químicos. Son útiles debido a su naturaleza anfipática. La ruta de síntesis recibe su nombre de Karl Ziegler, quien describió el proceso en 1955.

## Detalles del proceso
La síntesis de alcoholes de Ziegler implica la oligomerización de etileno utilizando trietilaluminio seguida de oxidación. El trietilaluminio se produce por acción del aluminio, el etileno y el gas hidrógeno. En el proceso de producción, dos tercios del trietilaluminio producido se recicla en el reactor y solo un tercio se utiliza para producir alcoholes grasos. La etapa de reciclaje se utiliza para producir trietilaluminio con un mayor rendimiento y en menos tiempo. El trietilaluminio reacciona con el etileno para formar trialquilaluminio de mayor peso molecular. El número de equivalentes de etileno n es igual al número total de unidades de monómero que se cultivan en las cadenas de etileno iniciales, donde (n=x+y+z), y x, y y z son el número de unidades de etileno por cadena. El trialquilaluminio se oxida con aire para formar alcóxidos de aluminio y finalmente se hidroliza a hidróxido de aluminio y los alcoholes deseados.
1. Al+3etileno+1,5H2 → Al(C2H5)3
2. Al(C2H5)3 n-etileno → Al((CH2CH2)nCH2CH3)3
3. Al((CH2CH2)nCH2CH3)3 + O2 → Al(O(CH2CH2)nCH2CH3)3
4. Al(O(CH2CH2)nCH2CH3)3 + 3H2O → Al(OH)3 + CH3CH2(CH2CH2)nOH

La temperatura de la reacción influye en el peso molecular del crecimiento del alcohol. Las temperaturas de entre 60-120 °C forman trialquilaluminio de mayor peso molecular, mientras que las temperaturas más altas (120-150 °C) provocan reacciones de desplazamiento térmico que dan lugar a cadenas de α-olefina. A más de 150 °C, se produce la dimerización de las α-olefinas.

### Procedimiento directo de Ziegler
El proceso directo de Ziegler se utiliza para sintetizar el trietilaluminio. Esto sucede a través de un proceso cíclico en dos pasos de reacción. En el primer paso se utiliza incluso como reactivo el producto deseado, trietilaluminio, que reacciona con aluminio e hidrógeno para formar hidruro de dietilaluminio. Esta reacción se llama propagación y da como resultado una reorganización de los grupos etilo. La ecuación de reacción es:
En el segundo paso del proceso directo, el hidruro de dietilaluminio reacciona con etileno para producir trietilaluminio. Este paso se llama fijación y se describe mediante la siguiente ecuación de reacción.:
Si se consideran las dos reacciones juntas, se produce un aumento de trietilaluminio y la ecuación general del proceso es:

### Reacción de Ziegler
La siguiente figura muestra el mecanismo de la reacción de Ziegler-Aufbau utilizando la inserción de etileno:
La reacción tiene lugar como una reacción de crecimiento en cadena dirigida, en la que varias unidades de etileno se incorporan gradualmente a los residuos de alquilo del trietilaluminio (1) para ser “insertados”. El crecimiento de la cadena continúa hasta que comienza la reacción de desplazamiento. (ver reacción de Ziegler-Alfen) La longitud de la cadena va de entre 10-20 átomos de carbono. Si se utiliza propileno o buteno en lugar de etileno, la reacción de desplazamiento ya comienza después de la dimerización.

### Reacción de Ziegler-Alfen
El siguiente mecanismo muestra la reacción de desplazamiento mencionada en la sección anterior en una variante de dos etapas:
Las moléculas de trialquilaluminio (1) formadas en la reacción de Ziegler-Aufbau todavía reaccionan con etileno, pero a temperaturas mucho más altas. Esto forma el estado de transición (2). En el siguiente paso, se reorganiza un átomo de hidrógeno, lo que da como resultado la escisión del residuo alquilo de cadena más larga. Este proceso se implementa en la industria a través de dos variantes diferentes.

En otra variante, la conversión se realiza en un solo paso. En este caso, se utilizan únicamente cantidades catalíticas de trietilaluminio y la temperatura se establece más alta durante la formación de la cadena. De esta forma se incrementa el rendimiento de α-olefinas no ramificadas. En esta variante, el catalizador no se puede reutilizar, sino que se destruye.

## Aplicaciones
El hidróxido de aluminio, subproducto de la síntesis, se puede deshidratar para dar óxido de aluminio, que tiene un alto valor comercial. Una modificación del proceso Ziegler se denomina proceso EPAL. En este proceso se optimiza el crecimiento de la cadena para producir alcoholes con una distribución estrecha del peso molecular. La síntesis de otros alcoholes utiliza el proceso Ziegler y el proceso EPAL actualizado, como la transalquilación de estireno para formar 2-feniletanol. Se puede utilizar hidruro de dietilaluminio en lugar de trietilaluminio.